# Choi Yong-kun
Choi Yong-kun (tiếng Triều Tiên: 최용건; Hancha: 崔庸健, phiên âm Hán Việt: Thôi Dong Kiện) (21/6/1900 - 19/9/1976) từng là tổng tư lệnh quân đội Nhân dân Triều Tiên từ 1948 đến 1953, bộ trưởng quốc phòng Triều Tiên từ 1953 đến 1957 và là chủ tịch quốc hội (Hội nghị Nhân dân Tối cao) từ 1957 đến 1972.
Choi Yong-kun sinh tại huyện T'aech'ŏn (태천군, Thái Xuyên quận), Pyongan Bắc, Triều Tiên năm 1900. Sau khi theo học tại hai học viện quân sự, ông đã chiến đấu trong cuộc Bắc phạt của Trung Quốc năm 1927 rồi tham gia khởi nghĩa Quảng Châu tháng 12 bốn năm sau đó. Ông đã lãnh đạo một đơn vị du kích kháng Nhật sau khi Mãn Châu bị Nhật chiếm đóng tháng 9 năm 1931.
Tháng 8 năm 1936, Choi trở thành một sĩ quan của Quân đội Cách mạng Nhân dân Triều Tiên. Năm 1946 ông là chủ tịch Đảng Dân chủ Triều Tiên và dẫn dắt tổ chức này theo đường lối thân cộng sản. Sau đó, Choi được chỉ định làm tổng tư lệnh mọi lực lượng của Cộng hòa Dân chủ Nhân dân Triều Tiên. Trên thực tế ông là tư lệnh chiến trường cao cấp chỉ huy tất cả quân đội Bắc Triều Tiên trong chiến tranh Triều Tiên, từ khi nó bắt đầu tháng 6 năm 1950 cho đến khi ký kết hiệp định ngừng bắn tháng 7 năm 1953.
Sau khi kết thúc chiến tranh Triều Tiên, Choi được thăng chức Phó Nguyên soái và làm Bộ trưởng Quốc phòng. Năm 1957 ông là chủ tịch Hội nghị Nhân dân Tối cao. Ở cương vị này, ông là nguyên thủ quốc gia trên danh nghĩa của Bắc Triều Tiên. Ông nghỉ hưu năm 1972 và qua đời tại Bình Nhưỡng năm 1976.
Trong hồi ký của mình, một cựu chủ tịch Hội nghị Nhân dân Tối cao đã đào tẩu cho biết rất khó để có một mối quan hệ gần gũi với Choi nhưng thực tế ông không phải là người khắt khe.